# Francisco Morente Valero
Francisco Morente Valero (Granada, 1961) es un historiador español.

## Trayectoria
Es profesor de la Universidad Autónoma de Barcelona.
Es autor de obras como La Escuela y el Estado Nuevo: la depuración del Magisterio Nacional (1936-1943) (1997), donde concluye que como resultado de la depuración en la enseñanza primaria por parte del franquismo se sancionó al 25 % de los maestros; Libro e moschetto (2001), un estudio sobre las políticas educativas del fascismo italiano, o Dionisio Ridruejo: del fascismo al antifranquismo (2006).
Ha coeditado junto a Ferran Gallego Fascismo en España. Ensayos sobre los orígenes sociales y culturales del franquismo (2005) y Rebeldes y reaccionarios. Intelectuales, fascismo y derecha radical en Europa (2011); editado España en la crisis europea de entreguerras. República, Fascismo y Guerra Civil (2011) y coeditado junto con Javier Rodrigo Tierras de nadie. La Primera Guerra Mundial y sus consecuencias (2014).